# Hypanthidium ecuadorium
Hypanthidium ecuadorium is een vliesvleugelig insect uit de familie Megachilidae. De wetenschappelijke naam van de soort is voor het eerst geldig gepubliceerd in 1904 door Heinrich Friese.